# Municipio de Clay (condado de Linn)
El municipio de Clay (en inglés: Clay Township) es un municipio ubicado en el condado de Linn en el estado estadounidense de Misuri. En el año 2010 tenía una población de 248 habitantes y una densidad poblacional de 1,9 personas por km².

## Geografía
El municipio de Clay se encuentra ubicado en las coordenadas 39°52′25″N 93°17′30″O / 39.87361, -93.29167. Según la Oficina del Censo de los Estados Unidos, el municipio tiene una superficie total de 130.49 km², de la cual 129,14 km² corresponden a tierra firme y (1,04 %) 1,36 km² es agua.

## Demografía
Según el censo de 2010, había 248 personas residiendo en el municipio de Clay. La densidad de población era de 1,9 hab./km². De los 248 habitantes, el municipio de Clay estaba compuesto por el 97,18 % blancos, el 0,4 % eran amerindios, el 1,21 % eran de otras razas y el 1,21 % eran de una mezcla de razas. Del total de la población el 2,42 % eran hispanos o latinos de cualquier raza.